# Лялики
Лялики (пол. Laliki) — село в Польщі, у гміні Мілювка Живецького повіту Сілезького воєводства.
Населення — 1008 осіб (2011).
У 1975-1998 роках село належало до Бельського воєводства.

## Демографія
Демографічна структура станом на 31 березня 2011 року:
|          | Загалом | Допрацездатний вік | Працездатний вік | Постпрацездатний вік |
| -------- | ------- | ------------------ | ---------------- | -------------------- |
| Чоловіки | 506     | 98                 | 349              | 59                   |
| Жінки    | 502     | 105                | 271              | 126                  |
| Разом    | 1008    | 203                | 620              | 185                  |